# Readme

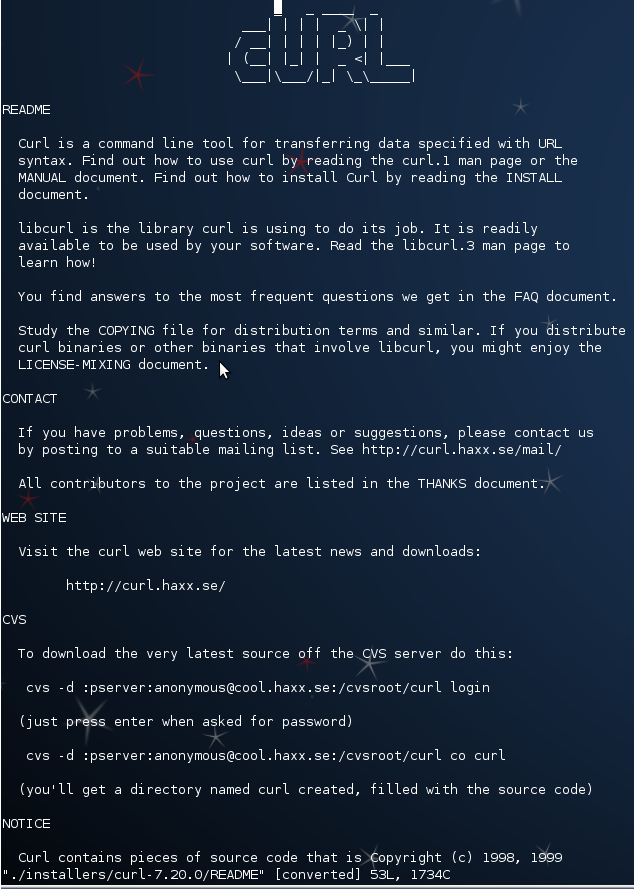
cURL的自述文件

，是隨著軟件發佈的一種說明文件，裡面通常包含有軟件的描述或使用的注意事項。這種檔案通常是純文字文件，被命名為README、Read Me、READ.ME、README.txt等等，但也有RTF、DOC或Markdown格式的讀我檔案。檔名通常是以大写英文字母組成，這是因為大写字母比小寫字母有著較小的ASCII碼，因此在一些以ASCII順序來排序檔案名稱的作業系統裡，它會被列在檔案列表的第一個。即使這些人沒有關於讀我檔案的知識，這種檔案的特殊命名方式也能夠使任何人迅速發現。

## 內容
讀我檔案的內容通常包含：
- 設置指南
- 安裝指南
- 操作指南
- 檔案列表（隨著軟件而發佈的檔案）
- 版權聲明
- 軟件作者的聯絡方法
- 已知程序錯誤
- 疑難排解
- 致謝
- 更新記錄

## 通用介面說明
讀我檔案偶爾也會被用來形容一些提供資訊的檔案，包含讀我檔案普遍的內容。在一些開放源碼的程式，特別是以GNU建置系統打包的檔案裡，通常會包含：
- README：一般資訊
- AUTHORS：作者
- THANKS：致謝
- ChangeLog：更新記錄，通常為程序管理員而設
- NEWS：更新記錄，但專為使用者而設
- INSTALL：安裝指南
- COPYING：版權聲明
- BUGS：已知程序错误，亦包括回報錯誤的方法[1]
- FAQ：有關軟件的問答[1]
- TODO：更新預告

## 额外阅读
- Johnson, Mark. . Technical Communication (Society for Technical Communication). February 1997, 44 (1): p28–36. （原始内容存档于2013-11-04）.
- Livingston, Brian. . InfoWorld. 14 September 1998, 20 (37): p34.